# Czesław Wronka
Czesław Wronka (ur. 3 stycznia 1935 w Czerkasach, Zamościu, zm. 8 października 1999 w Szczecinie) – polski artysta - rzeźbiarz.
W 1960 r. ukończył studia na Wydziale Rzeźby Akademii Sztuk Pięknych w Krakowie (w pracowni Jacka Pugeta). Tworzył dzieła zarówno kameralne jak i monumentalne. Był członkiem Związku Polskich Artystów Plastyków, Związku Artystów Rzeźbiarzy, Stowarzyszenia Twórczego Artystów Rzeźbiarzy.
Wystawy:
- Ryga - 1970[1]
- Rostock - 1970[1]
- wystawy okręgowe[1]

Realizacje:
- Pomnik na Cmentarzu Wojennym w Chojnie[1]
- Pomnik Tysiąclecia Bitwy pod Cedynią na Górze Czcibora[1]
- Pomnik Żołnierzy Polskich w Osinowie Dolnym[1]
- Pomnik Żołnierzy Polskich w Płotach[1]
- akcenty rzeźbiarskie na szlaku walki 1 i 2 Armii Wojska Polskiego[1]

Nagrody:
- Nagroda Artystyczna Wojewódzkiej Rady Narodowej w Szczecinie za 1972 rok[1]
- Nagroda Miasta Szczecina za Twórczość Artystyczną (1973 r.)[1]
- Nagroda Ministerstwa Obrony Narodowej (1974 r.)[1]

Galeria
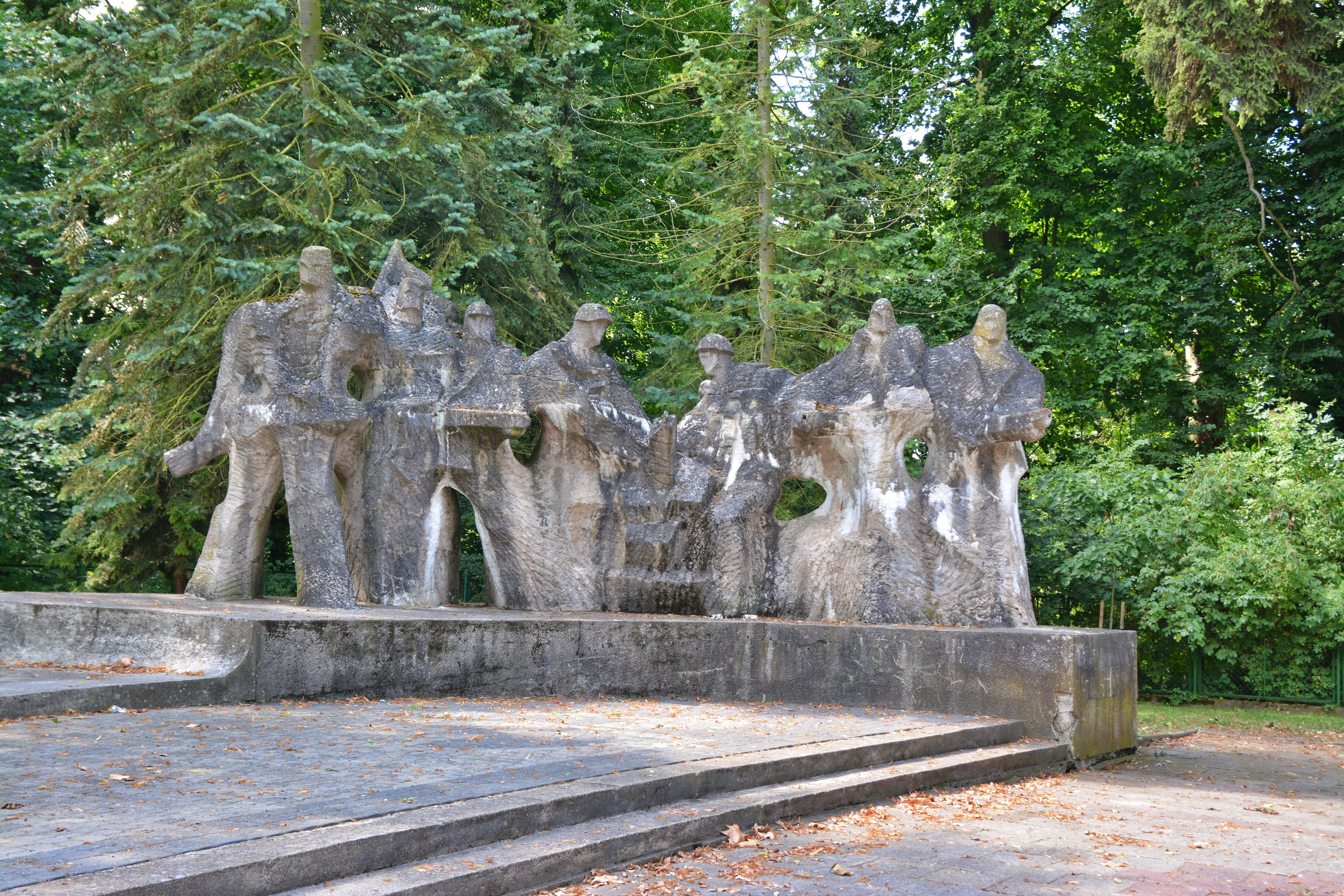
Pomnik na Cmentarzu Wojennym w Chojnie
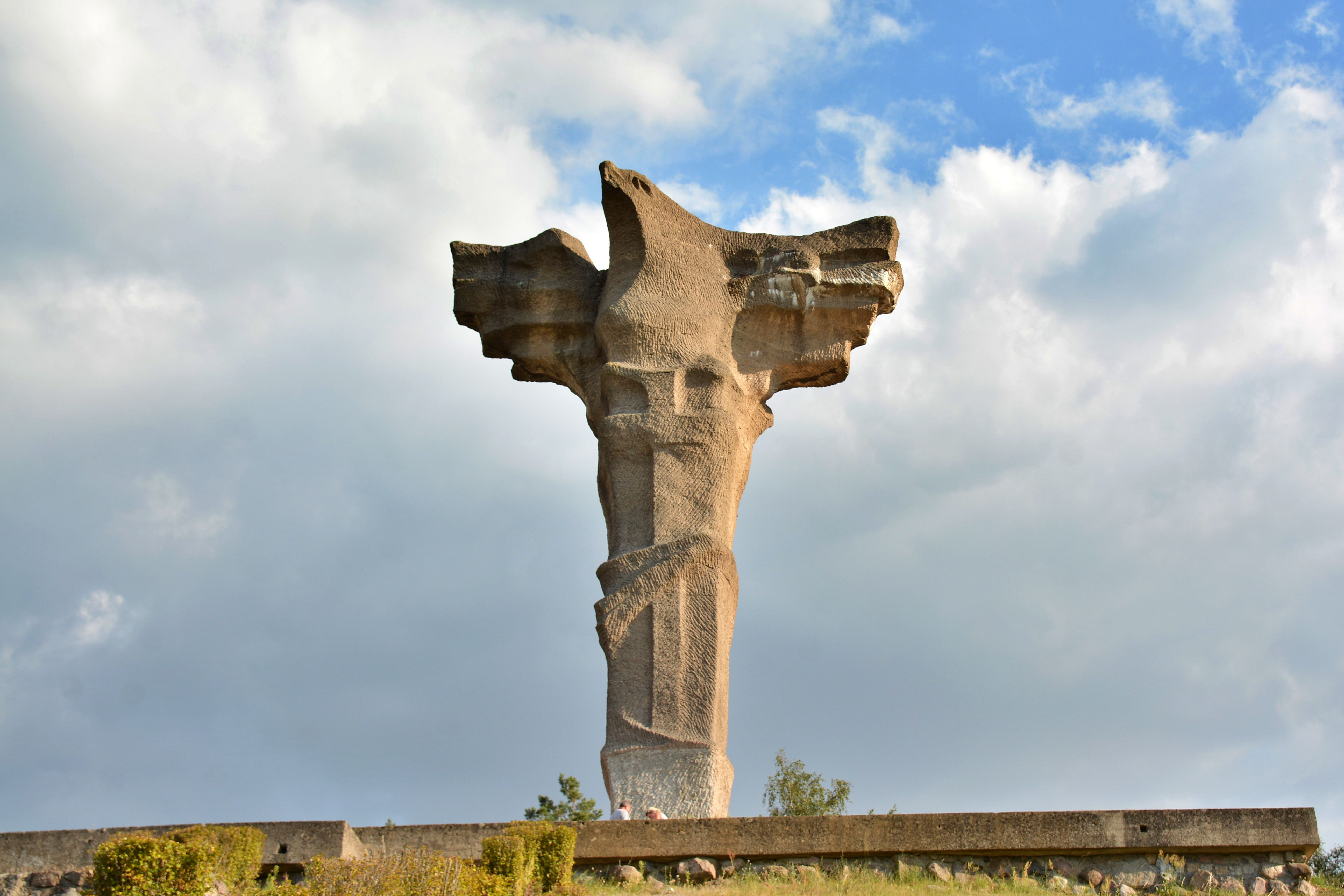
Pomnik Tysiąclecia Bitwy pod Cedynią
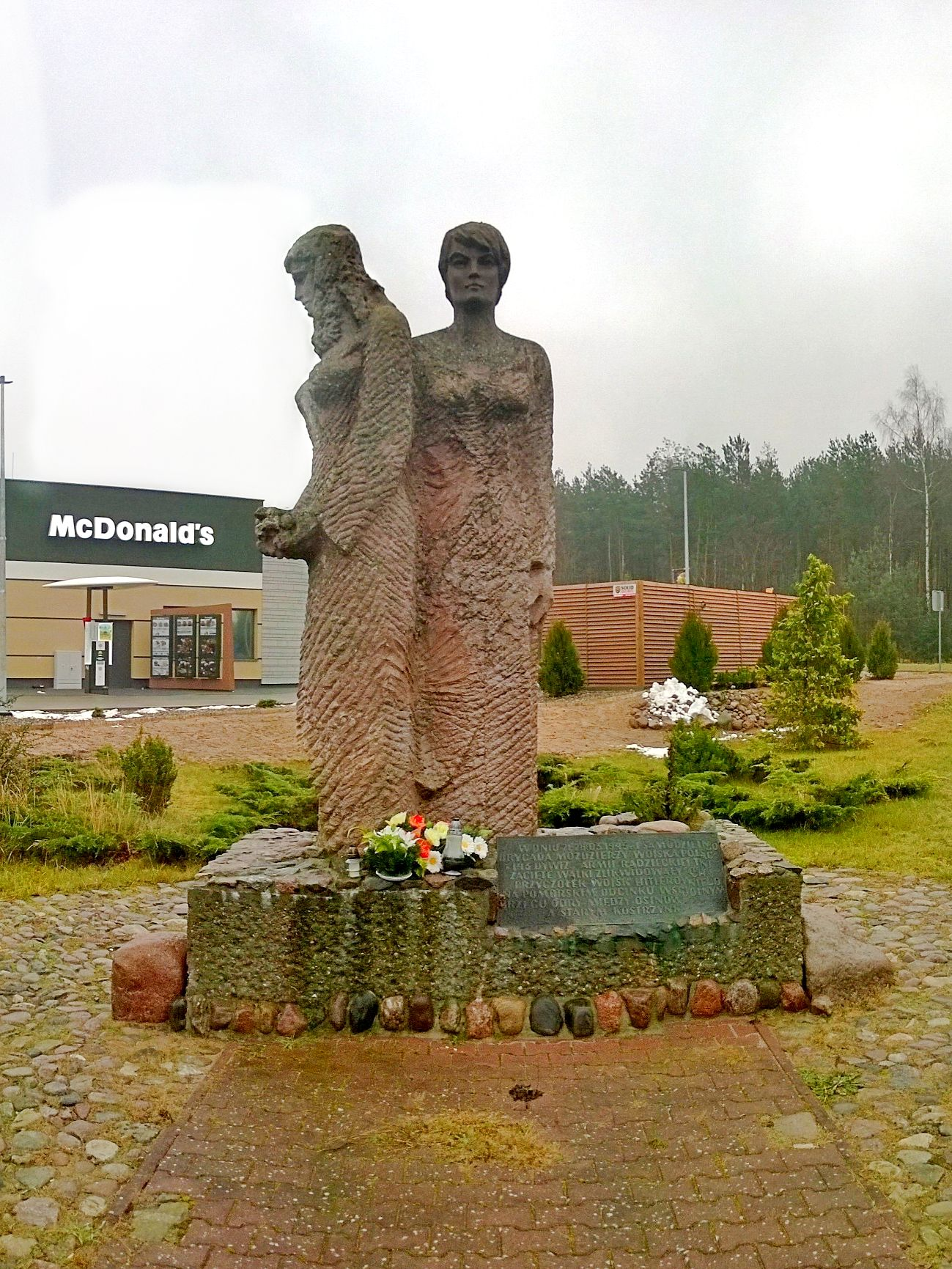
Pomnik Żołnierzy Polskich w Osinowie Dolnym
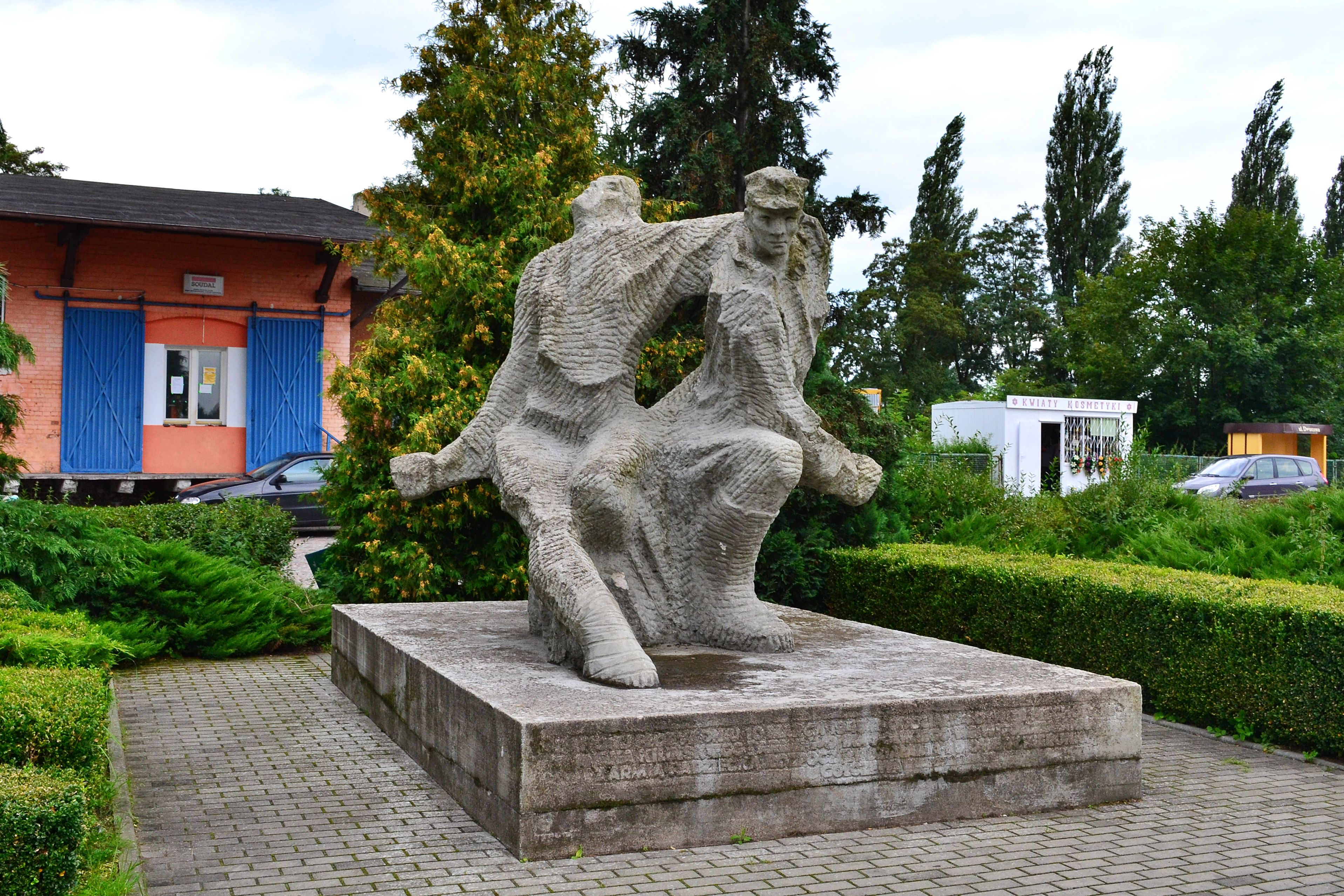
Pomnik Żołnierzy Polskich w Płotach